# Phương trình đường thẳng

## Một số khái niệm

### Vectơ chỉ phương của đường thẳng
Vectơ {\displaystyle {\vec {u}}\neq {\vec {0}}} và có giá song song hoặc trùng với đường thẳng được xem là vectơ chỉ phương của đường thẳng. Khi đó, với {\displaystyle k\neq 0}, vectơ {\displaystyle k{\vec {u}}} cũng là vectơ chỉ phương của đường thẳng đó

### Vectơ pháp tuyến của đường thẳng
Vectơ {\displaystyle {\vec {n}}\neq {\vec {0}}} và có giá vuông góc với đường thẳng được xem là vectơ pháp tuyến của đường thẳng. Khi đó, với {\displaystyle k\neq 0}, vectơ {\displaystyle k{\vec {n}}} cũng là vectơ pháp tuyến của đường thẳng đó

### Tương quan giữa vectơ chỉ phương và vectơ pháp tuyến của đường thẳng
Trong mặt phẳng tọa độ {\displaystyle Oxy}, đường thẳng {\displaystyle d} có vectơ chỉ phương {\displaystyle {\vec {a}}=(a,b)} thì có vectơ pháp tuyến là {\displaystyle {\vec {n}}=(-b,a)} hay {\displaystyle {\vec {n}}=(b,-a)}. Ngược lại, đường thẳng {\displaystyle d} có vectơ pháp tuyến {\displaystyle {\vec {n}}=(a,b)} thì có vectơ chỉ phương là  {\displaystyle {\vec {a}}=(-b,a)} hay {\displaystyle {\vec {a}}=(b,-a)}
Trong không gian với hệ trục tọa độ {\displaystyle Oxyz}, đường thẳng {\displaystyle d} có vectơ {\displaystyle {\vec {n_{1}}}=(A_{1},B_{1},C_{1})} và vectơ {\displaystyle {\vec {n_{2}}}=(A_{2},B_{2},C_{2})} là 2 vectơ pháp tuyến không cùng phương thì có vectơ chỉ phương là tích có hướng giữa {\displaystyle {\vec {n_{1}}}} với {\displaystyle {\vec {n_{2}}}} hoặc giữa {\displaystyle {\vec {n_{2}}}} với {\displaystyle {\vec {n_{1}}}}.

## Phương trình đường thẳng trong mặt phẳng

### Dạng tham số
Trong mặt phẳng tọa độ {\displaystyle Oxy}, cho đường thẳng {\displaystyle d} đi qua điểm {\displaystyle M(x_{0},y_{0})} và nhận {\displaystyle {\vec {u}}=(u_{1},u_{2})} làm vectơ chỉ phương. Khi đó phương trình tham số của {\displaystyle d} là{\displaystyle {\begin{cases}x=x_{0}+u_{1}t\\y=y_{0}+u_{2}t\end{cases}}} với {\displaystyle t} được gọi là tham số. Với mỗi giá trị {\displaystyle t\in R} ta được một điểm thuộc đường thẳng.

### Dạng chính tắc
Nếu {\displaystyle u_{1}\neq 0} và {\displaystyle u_{2}\neq 0}, từ phương trình tham số ta khử tham số {\displaystyle t}, ta được phương trình chính tắc {\displaystyle {x-x_{0} \over u_{1}}={y-y_{0} \over u_{2}}}.
Đường thẳng song song hoặc vuông góc với các trục tọa độ thì không có phương trình chính tắc.

### Dạng tổng quát
Phương trình {\displaystyle ax+by+c=0} với {\displaystyle a^{2}+b^{2}\neq 0} được gọi là phương trình tổng quát của đường thẳng, khi đó {\displaystyle {\vec {n}}=(a,b)} là vectơ pháp tuyến của đường thẳng.

#### Các trường hợp đặc biệt
Đường thẳng {\displaystyle by+c=0} {\displaystyle (a=0)} vuông góc với trục {\displaystyle Oy} tại điểm {\displaystyle A(0;-{c \over b})}.
Đường thẳng {\displaystyle ax+c=0} {\displaystyle (b=0)} vuông góc với trục {\displaystyle Ox} tại điểm {\displaystyle B(-{c \over a};0)}.
Đường thẳng {\displaystyle ax+by=0} {\displaystyle (c=0)} đi qua gốc tọa độ {\displaystyle O(0;0)}.

### Phương trình đường thẳng theo đoạn chắn
Đường thẳng đi qua 2 điểm {\displaystyle A(x_{0};0)} ({\displaystyle x_{0}\neq 0}) và {\displaystyle B(0;y_{0})} ({\displaystyle y_{0}\neq 0}) thì có thể được viết dưới dạng phương trình {\displaystyle {x \over x_{0}}+{y \over y_{0}}=1}.

### Hệ số góc của đường thẳng
Cho đường thẳng {\displaystyle d} cắt trục {\displaystyle Ox} tại {\displaystyle M} và tia {\displaystyle Mt} là một phần của đường thẳng nằm ở nửa mặt phẳng có bờ là trục {\displaystyle Ox} mà các điểm trên nửa mặt phẳng đó có tung độ dương, khi đó tia {\displaystyle Mt} hợp với tia {\displaystyle Mx} một góc {\displaystyle \alpha }. Đặt {\displaystyle k=\tan \alpha }, khi đó {\displaystyle k} được gọi là hệ số góc của đường thẳng {\displaystyle d}.
Đường thẳng có vecto chỉ phương {\displaystyle {\vec {u}}=(u_{1},u_{2})} thì có hệ số góc {\displaystyle k={u_{2} \over u_{1}}}.
Đường thẳng có vectơ pháp tuyến {\displaystyle {\vec {n}}=(a,b)} thì có hệ số góc {\displaystyle k=-{a \over b}}.
Hai đường thẳng song song có hệ số góc bằng nhau.
Hai đường thẳng vuông góc có tích 2 hệ số góc là {\displaystyle -1}.

### Vị trí tương đối giữa 2 đường thẳng
Cho 2 đường thẳng: {\displaystyle (D)} {\displaystyle Ax+By+C=0} và {\displaystyle (d)} {\displaystyle ax+by+c=0}.
{\displaystyle (D)} cắt {\displaystyle (d)} {\displaystyle \Leftrightarrow } {\displaystyle {A \over a}\neq {B \over b}} khi đó tọa độ giao điểm của 2 đường thẳng là nghiệm của hệ phương trình {\displaystyle {\begin{cases}Ax+By+C=0\\ax+by+c=0\end{cases}}}
{\displaystyle (D)} {\displaystyle //} {\displaystyle (d)}{\displaystyle \Leftrightarrow } {\displaystyle {A \over a}={B \over b}\neq {C \over c}}
{\displaystyle (D)} {\displaystyle \equiv } {\displaystyle (d)}{\displaystyle \Leftrightarrow }{\displaystyle A:B:C=a:b:c}

### Góc giữa 2 đường thẳng
Cho đường thẳng {\displaystyle (D)} và {\displaystyle (d)} cắt nhau tại điểm {\displaystyle M}. Gọi {\displaystyle {\vec {n_{1}}}=(A_{1},B_{1})} là vectơ pháp tuyến của {\displaystyle (D)} và {\displaystyle {\vec {n_{2}}}=(A_{2},B_{2})} là vectơ pháp tuyến của {\displaystyle (d)}. Gọi {\displaystyle \alpha } là góc nhọn tạo bởi 2 đường thẳng, khi đó:
{\displaystyle \cos \alpha ={\left\vert {\vec {n_{1}}}.{\vec {n_{2}}}\right\vert  \over \left\vert {\vec {n_{1}}}\right\vert \left\vert {\vec {n_{2}}}\right\vert }={\left\vert A_{1}A_{2}+B_{1}B_{2}\right\vert  \over {\sqrt {(A_{1}^{2}+B_{1}^{2})(A_{2}^{2}+B_{2}^{2})}}}}
2 đường thẳng vuông góc thì {\displaystyle \alpha =90^{\circ }}.
2 đường thẳng song song hoặc trùng nhau thì {\displaystyle \alpha =0^{\circ }}.
Cách tính trên cũng đúng khi sử dụng vectơ chỉ phương. 

### Khoảng cách từ một điểm đến đường thẳng
Cho đường thẳng {\displaystyle (d)} {\displaystyle ax+by+c=0} và {\displaystyle M(x_{0},y_{0})\not \in (d)}, khoảng cách từ điểm {\displaystyle M} đến {\displaystyle (d)} được tính theo công thức {\displaystyle d(M,d)={\frac {\left\vert ax_{0}+by_{0}+c\right\vert }{\sqrt {a^{2}+b^{2}}}}}

### Vị trí của 2 điểm đối với đường thẳng
Cho đường thẳng {\displaystyle (d)} {\displaystyle ax+by+c=0} và 2 điểm {\displaystyle M(x_{M},y_{M})}, {\displaystyle N(x_{N},y_{N})} không nằm trên {\displaystyle (d)}. Xét các biểu thức {\displaystyle m=ax_{M}+by_{M}+c} và {\displaystyle n=ax_{N}+by_{N}+c}, khi đó {\displaystyle M} và {\displaystyle N} nằm cùng phía với {\displaystyle (d)} khi {\displaystyle m} và {\displaystyle n} cùng dấu, khác phía khi {\displaystyle m} và {\displaystyle n} trái dấu.

## Phương trình đường thẳng trong không gian

### Dạng tham số
Trong không gian với hệ trục tọa độ {\displaystyle Oxyz}, cho đường thẳng {\displaystyle d} đi qua điểm {\displaystyle M(x_{0},y_{0},z_{0})} và nhận {\displaystyle {\vec {u}}=(u_{1},u_{2},u_{3})} làm vectơ chỉ phương. Khi đó phương trình tham số của {\displaystyle d} là {\displaystyle {\begin{cases}x=x_{0}+u_{1}t\\y=y_{0}+u_{2}t\\z=z_{0}+u_{3}t\end{cases}}} với {\displaystyle t} được gọi là tham số. Với mỗi giá trị {\displaystyle t\in R} ta được một điểm thuộc đường thẳng. 

### Dạng chính tắc
Nếu cả {\displaystyle u_{1}}, {\displaystyle u_{2}}, {\displaystyle u_{3}} đều khác {\displaystyle 0}, từ phương trình tham số ta khử tham số {\displaystyle t}, ta được phương trình chính tắc: {\displaystyle {x-x_{0} \over u_{1}}={y-y_{0} \over u_{2}}={z-z_{0} \over u_{3}}}

### Vị trí tương đối giữa 2 đường thẳng
Cho đường thẳng {\displaystyle (d)} có vectơ chỉ phương {\displaystyle {\vec {u}}=(u_{1},u_{2},u_{3})} và {\displaystyle (d')} có vectơ chỉ phương {\displaystyle {\vec {u'}}=(u'_{1},u'_{2},u'_{3})}. Gọi {\displaystyle M(x,y,z)} là một điểm nằm trên {\displaystyle (d)} và {\displaystyle M'(x',y',z')} là một điểm nằm trên {\displaystyle (d')}. Ta có:
{\displaystyle (d)\equiv (d')} {\displaystyle \Leftrightarrow } {\displaystyle [{\vec {u}},{\vec {u'}}]=[{\vec {u}},{\vec {MM'}}]={\vec {0}}}
{\displaystyle (d)//(d')} {\displaystyle \Leftrightarrow } {\displaystyle [{\vec {u}},{\vec {u'}}]={\vec {0}}} và {\displaystyle [{\vec {u}},{\vec {MM'}}]\neq {\vec {0}}}
{\displaystyle (d)} cắt {\displaystyle (d')} {\displaystyle \Leftrightarrow } {\displaystyle {\begin{cases}[{\vec {u}};{\vec {u'}}]\neq {\vec {0}}\\{\vec {MM'}}.[{\vec {u}};{\vec {u'}}]=0\end{cases}}}
{\displaystyle (d)} và {\displaystyle (d')} chéo nhau {\displaystyle \Leftrightarrow }{\displaystyle {\vec {MM'}}.[{\vec {u}};{\vec {u'}}]\neq 0}

### Khoảng cách

#### Khoảng cách từ một điểm đến đường thẳng
Cho đường thẳng {\displaystyle (d)} đi qua điểm {\displaystyle M_{0}} và có vectơ chỉ phương {\displaystyle {\vec {u}}}. Khoảng cách từ điểm {\displaystyle M} đến {\displaystyle (d)} là {\displaystyle d[M,(d)]={\left\vert [{\vec {M_{0}M}},{\vec {u}}]\right\vert  \over \left\vert {\vec {u}}\right\vert }}

#### Khoảng cách giữa 2 đường thẳng chéo nhau
Cho 2 đường thẳng chéo nhau {\displaystyle (d)} và {\displaystyle (d')}. Đường thẳng {\displaystyle (d)} có vectơ chỉ phương {\displaystyle {\vec {u}}=(u_{1},u_{2},u_{3})} và đường thẳng {\displaystyle (d')} có vectơ chỉ phương {\displaystyle {\vec {u'}}=(u'_{1},u'_{2},u'_{3})}. Gọi {\displaystyle M(x,y,z)} là một điểm nằm trên {\displaystyle (d)} và {\displaystyle M'(x',y',z')} là một điểm nằm trên {\displaystyle (d')}. Khi đó khoảng cách giữa {\displaystyle (d)} và {\displaystyle (d')} là
{\displaystyle d[(d),(d')]={\left\vert [{\vec {u}},{\vec {u'}}].{\vec {MM'}}\right\vert  \over \left\vert [{\vec {u}},{\vec {u'}}]\right\vert }}